# Studenci (żupania licko-seńska)
Studenci – wieś w Chorwacji, w żupanii licko-seńskiej, w gminie Perušić. W 2011 roku liczyła 44 mieszkańców.